# Pinus tabuliformis
Pinus tabuliformis, koji se naziva i mandžurijski crveni bor ili južnokineski bor  je bor porijeklom iz sjeverne Kine od Liaoninga zapadu do Unutarnje Mongolije i Gansua, te na jugu do Shandonga, Henana i Shaanxija, a također i sjeverne Koreje. U nekim starijim tekstovima naziv se piše "Pinus tabulaeformis". 

## Opis
Pinus tabuliformis srednje je veliko zimzeleno drvo visoko 20–30 m, sa zrelom plosnatom krošnjom (odakle je znanstveni naziv „stolni oblik“). Stopa rasta je brza kad je mlad, ali se s godinama usporava. Sivosmeđa kora puca u ranoj dobi u usporedbi s drugim drvećem. Široko rašireni oblik vrlo je izražen, dijelom i zbog dugog vodoravnog uzorka grananja. 
Igličasti listovi su sjajni sivozeleni, 10-17 cm dugi i 1,5mm široki, obično u parovima, ali povremeno u troje na vrhovima jakih izbojaka na mladim stablima. Češeri su zeleni, sazrijevaju u smeđu boju oko 20 mjeseci nakon oprašivanja, široko su jajoliki, 4–6 cm dugački, sa širokim ljuskama, svaka ljuskica s malim bodljama. Sjemenke su 6-7 mm duge s krilima od 15–20 mm, i raspršuju su vjetrom. 
Sorte
Postoje dvije sorte: 
- Pinus tabuliformis var. tabuliformis. Kina, osim Liaoninga. Najšire ljuske češera ispod 15 mm širine.
- Pinus tabuliformis var. mukdensis. Liaoning, Sjeverna Koreja. Najšire ljuske češera preko 15 mm širine.

Neki botaničari također tretiraju usko povezane Henryjeve borove (Pinus henryi) i Tibetanske borove (Pinus densata) kao sorte kineskog crvenog bora; u nekim starijim tekstovima čak je i vrlo prepoznatljiv Yannanski bor (Pinus yunnanensis) uključen kao sorta. 

## Uporaba i uzgoj
Drvo se koristi za opću gradnju. U pulpi se dobivaju određene smole koje se koriste kao umjetna aroma vanilije (vanilin). Smola se također koristi za izradu terpentina i srodnih proizvoda, a medicinski se koristi za liječenje različitih respiratornih i unutarnjih bolesti, poput bolesti bubrega i mokraćnog mjehura, rana i čireva. Kora je izvor tanina. Borove iglice također se upotrebljavaju u medicini, a sadrže i sadrže prirodni insekticid, kao i izvor za boju. Iglice se koriste za kuhanje čaja od borovih iglica (sollip-cha).
Rijetko se uzgaja izvan Kine, uzgaja se samo u botaničkim vrtovima. 

## Daljnje čitanje
- Conifer Specialist Group. 1998. Pinus tabuliformis. IUCN Red List of Threatened Species. 1998. Pristupljeno 12. svibnja 2006.

## Vanjske poveznice
|  | Zajednički poslužitelj ima stranicu o temi Pinus tabuliformis    |
|  | Zajednički poslužitelj ima još gradiva o temi Pinus tabuliformis |
|  | Wikivrste imaju podatke o taksonu Pinus tabuliformis             |

- Fotografije češera (pomaknite se do pola)
- Fotografije lišća
- Biljke za budućnost - namjene